# 蕭大心
蕭 大心（しょう だいしん、普通4年（523年）- 大宝2年8月17日（551年10月2日））は、南朝梁の皇族。尋陽王。字は仁恕。

## 経歴
簡文帝蕭綱の次男として生まれた。母は陳淑容。幼い頃から賢く明るい性格で、文章を得意とした。中大通4年（532年）、皇孫として当陽公に封じられた。大同元年（535年）、使持節・都督郢南北司定新五州諸軍事・軽車将軍・郢州刺史として出向した。まだ13歳であったため、父の蕭綱はその幼いのを心配して、「事の大小なく代理の官僚に任せて、少しもこだわってはいけない」と戒めた。大心は州務を自ら決裁することはなかったが、発言はいつも理に合っていたため、人々はみな驚いて服した。大同7年（541年）、建康に召還されて侍中となり、領石頭戍事を兼ねた。
太清元年（547年）、雲麾将軍・江州刺史として出向した。太清2年（548年）、侯景が建康を包囲したため、大心は江州で兵士を招集し、数万に達すると、上流の諸軍とともに建康の援軍として赴いた。太清3年（549年）、台城が陥落すると、上甲郷侯蕭韶（蕭懿の子の臨汝侯蕭淵猷の子）が建康から南に脱出して、武帝の密詔を伝えたため、大心は散騎常侍の位を加えられ、平南将軍の号を受けた。大宝元年（550年）、尋陽王に封じられた。
かつて歴陽郡太守の荘鉄が侯景に降っていたが、その母を連れて再び帰参したため、大心は荘鉄を旧将として厚く礼遇した。大心は軍隊の事務の全てを荘鉄に委ね、荘鉄を豫章郡内史とした。侯景がたびたび軍を派遣して西上させると、大心は荘鉄に命じてこれを撃破させた。ときに鄱陽王蕭範が合肥を放棄し、柵口に駐屯し、援兵を待ってともに進軍しようとしていた。大心はこれを聞くと、蕭範に協力を約束し、かれを先に西上させ、湓城に拠らせた。荘鉄が豫章で反乱を起こしたため、大心は中兵参軍の韋約らにこれを撃破させた。鄱陽王世子の蕭嗣が荘鉄と親しかったため、荘鉄を救うべく蕭範を説得した。蕭範は蕭嗣の言に従って、部将の侯瑱に精鋭の兵士5000を与えて荘鉄を救援させ、韋約らの陣営を夜襲して破った。これによって梁の皇族同士が相撃つ事態となった。
侯景の部将の任約が湓城を攻撃すると、大心は司馬の韋質を派遣してこれをはばもうとしたが、敗戦した。ときに大心の部下はなお1000人あまりが残されていたが、母の陳氏の説得に屈して、任約と講和した。大宝2年（551年）8月、侯景が簡文帝（蕭綱）を廃位すると、大心は殺害された。享年は29。

## 伝記資料
- 『梁書』巻44 列伝第38
- 『南史』巻54 列伝第44